# Cinnyris
Genre
Cinnyris est un genre d’oiseaux de la famille des Nectariniidae.

## Liste d'espèces
Selon la classification de référence du Congrès ornithologique international (version 14.2, 2024) :
- Cinnyris chloropygius – Souimanga à ventre olive
- Cinnyris minullus – Souimanga minule
- Cinnyris manoensis – Souimanga du miombo
- Cinnyris gertrudis – Souimanga de Pinto
- Cinnyris chalybeus – Souimanga chalybée
- Cinnyris neergaardi – Souimanga de Neergaard
- Cinnyris stuhlmanni – Souimanga de Stuhlmann
- Cinnyris whytei – Souimanga de Whyte
- Cinnyris prigoginei – Souimanga de Prigogine
- Cinnyris ludovicensis – Souimanga d'Angola
- Cinnyris reichenowi – Souimanga de Preuss
- Cinnyris afer – Souimanga à plastron rouge
- Cinnyris regius – Souimanga royal
- Cinnyris rockefelleri – Souimanga de Rockefeller
- Cinnyris mediocris – Souimanga du Kilimandjaro
- Cinnyris usambaricus – Souimanga des Usambara
- Cinnyris fuelleborni – Souimanga de Fülleborn
- Cinnyris moreaui – Souimanga de Moreau
- Cinnyris loveridgei – Souimanga de Loveridge
- Cinnyris pulchellus – Souimanga à longue queue
- Cinnyris melanogastrus – Souimanga de Fischer
- Cinnyris mariquensis – Souimanga de Mariqua
- Cinnyris shelleyi – Souimanga de Shelley
- Cinnyris hofmanni – Souimanga de Hofmann
- Cinnyris congensis – Souimanga du Congo
- Cinnyris erythrocercus – Souimanga à ceinture rouge
- Cinnyris nectarinioides – Souimanga nectarin
- Cinnyris bifasciatus – Souimanga bifascié
- Cinnyris tsavoensis – Souimanga du Tsavo
- Cinnyris chalcomelas – Souimanga à poitrine violette
- Cinnyris pembae – Souimanga de Pemba
- Cinnyris bouvieri – Souimanga de Bouvier
- Cinnyris osea – Souimanga de Palestine
- Cinnyris hellmayri – Souimanga de Hellmayr
- Cinnyris habessinicus – Souimanga brillant
- Cinnyris coccinigastrus – Souimanga éclatant
- Cinnyris johannae – Souimanga de Johanna
- Cinnyris superbus – Souimanga superbe
- Cinnyris rufipennis – Souimanga à ailes rousses
- Cinnyris oustaleti – Souimanga d'Oustalet
- Cinnyris talatala – Souimanga à ventre blanc
- Cinnyris venustus – Souimanga à ventre jaune
- Cinnyris fuscus – Souimanga fuligineux
- Cinnyris ursulae – Souimanga d'Ursula
- Cinnyris batesi – Souimanga de Bates
- Cinnyris cupreus – Souimanga cuivré
- Cinnyris asiaticus – Souimanga asiatique
- Cinnyris ornatus – Souimanga orné
- Cinnyris jugularis – Souimanga à dos vert
- Cinnyris aurora – Souimanga aurore
- Cinnyris frenatus – Souimanga à moustaches
- Cinnyris infrenatus – Souimanga des Tukangbesi
- Cinnyris teysmanni – Souimanga de Teijsmann
- Cinnyris clementiae – Souimanga de Clémence
- Cinnyris idenburgi – Souimanga de Rand
- Cinnyris buettikoferi – Souimanga de Sumba
- Cinnyris solaris – Souimanga de Timor
- Cinnyris sovimanga – Souimanga malgache
- Cinnyris notatus – Souimanga angaladian
- Cinnyris dussumieri – Souimanga des Seychelles
- Cinnyris humbloti – Souimanga de Humblot
- Cinnyris comorensis – Souimanga d'Anjouan
- Cinnyris coquerellii – Souimanga de Mayotte
- Cinnyris lotenius – Souimanga de Loten